# Илија Енгел
Елиас Енгел - Илија, Анџић (Јајце, 19. март 1912 — Горњи Миклоуш, код Чазме, 29. мај 1944) био је учесник Шпанског грађанског рата и Народноослободилачке борбе и народни херој Југославије.

## Биографија
Рођен је 19. марта 1912. године у Јајцу. После завршене основне и Средње техничке школе у Сарајеву, отишао је на студије техничких наука у Праг.
Још у време школовања у Сарајеву, учествовао је у свим акцијама револуционарног омладинског покрета. Имао је свега осамнаест година када га је полиција, 1930. године, ухапсила због револуционарног рада. Доласком у Праг, наставио је револуционарну делатност међу студентима и убрзо постао члан кружока југословенских студената. Године 1934. изабран је за секретара, а 1935. за председника Задруге хрватских академичара „Матија Губец“ у Прагу. Истовремено је био и функционер Друштва југословенских техничара.
Као потписник јавних летака, прогласа и организатор студентских акција, међу којима је била једна од најзначајнијих она за либералнији однос и пуштање на слободу политичких затвореника затворених у затвору у Сремској Митровици, вођен је на листи прашке полиције и као комунист и често је хапшен. У чланство Комунистичке партије Југославије (КПЈ) примљен је 1936. године.
Кад је отпочео грађански рат у Шпанији, одмах се добровољно пријавио за одлазак у помоћ Шпанској републици и у групи која је формирана крајем јануара 1937. године, од студената из Југославије који су студирали у Прагу, пошао у Шпанију. Ова група се, преко Париза и Валенсије, пребацила до Албасете, где је стигла 3. фебруара 1937. године. Одмах после тога, заједно с осталим члановима ове студентске групе, Илија је био распоређен у батаљон „Димитров“, у чијем се саставу борио код реке Хараме, на централном и арагонском фронту. Био је постављен за руководиоца противтенковске батерије, која је била састављена од добровољаца из Југославије.
После пораза Шпанске републике, с осталим југословенским добровољцима пребачен је у Француску, где је, у периоду од 1939. до 1941. године, био интерниран у концентрационим логорима: Сен Сипријен, Гирс и Верне. По директиви КПЈ, Илија се 1941. године, пријавио за добровољни рад у Немачку, одакле с групом Шпанских бораца, пребацио у тада већ окупирану Југославију.
Одмах после доласка у Југославију укључио се у припреме за оружани устанак. У почетку је радио у илегалној техници Централног комитета КП Хрватске у Загребу, у којој су се штампали: „Срп и чекић“, орган ЦК КПХ, затим „Вјесник радног народа“, „Пролетер“, и разни пропагандни материјал. Приликом полицијске провале, 24. децембра 1941. године, када је дошло до жестоког окршаја између усташких агената и илегалаца, Јанко Гредељ је убијен, а Илија је, иако рањен, успео да се пробије из зграде.
Потом је илегално отишао из Загреба и прешао на ослобођену територију, у Жумберачки партизански одред. У првој половини 1942. године био је командант Банијског партизанског батаљона, а затим Приморскогоранског партизанског одреда. Касније се налазио на разним дужностима у Главном штабу НОВ и ПО Хрватске.
Тешко се разболео од тифуса, и када је оздравио остао је потпуно глув. Тада је постављен за помоћника начелника позадине и на тој дужности је, у чину пуковника, погинуо, приликом авионског напада 29. маја 1944. године, код села Горњег Миклоуша, близу Чазме. Његови посмртни остаци су после рата, пренесени и сахрањени у Гробницу народних хероја у спомен-парку Врача, на Требевићу, код Сарајева.
Указом председника Федеративне Народне Републике Југославије Јосипа Броза Тита, 24. јула 1953. године, проглашен је за народног хероја.